# Severinia turcomaniae septemfluviatilis
Severinia turcomaniae septemfluviatilis es una subespecie de mantis de la familia Mantidae.

## Distribución geográfica
Se encuentra en Turkmenistán.